# 엘시 매키
엘시 맥키(Elsie Anne McKee, 1951년 ~ )는 프린스턴 신학교에서 종교개혁연구와 예배역사를 가르치는 교수로서 칼뱅연구의 권위자이다. 맥키 교수는 선교사였던 부모의 영향으로 아프리카 콩고에서 청소년기를 보냈다. 이후 영국 케임브리지 대학교를 거쳐 미국 프린스턴 신학교에서 교회사를 전공했으며 현재 프린스턴신학교에서 종교개혁사와 예배사를 가르치고 있다.

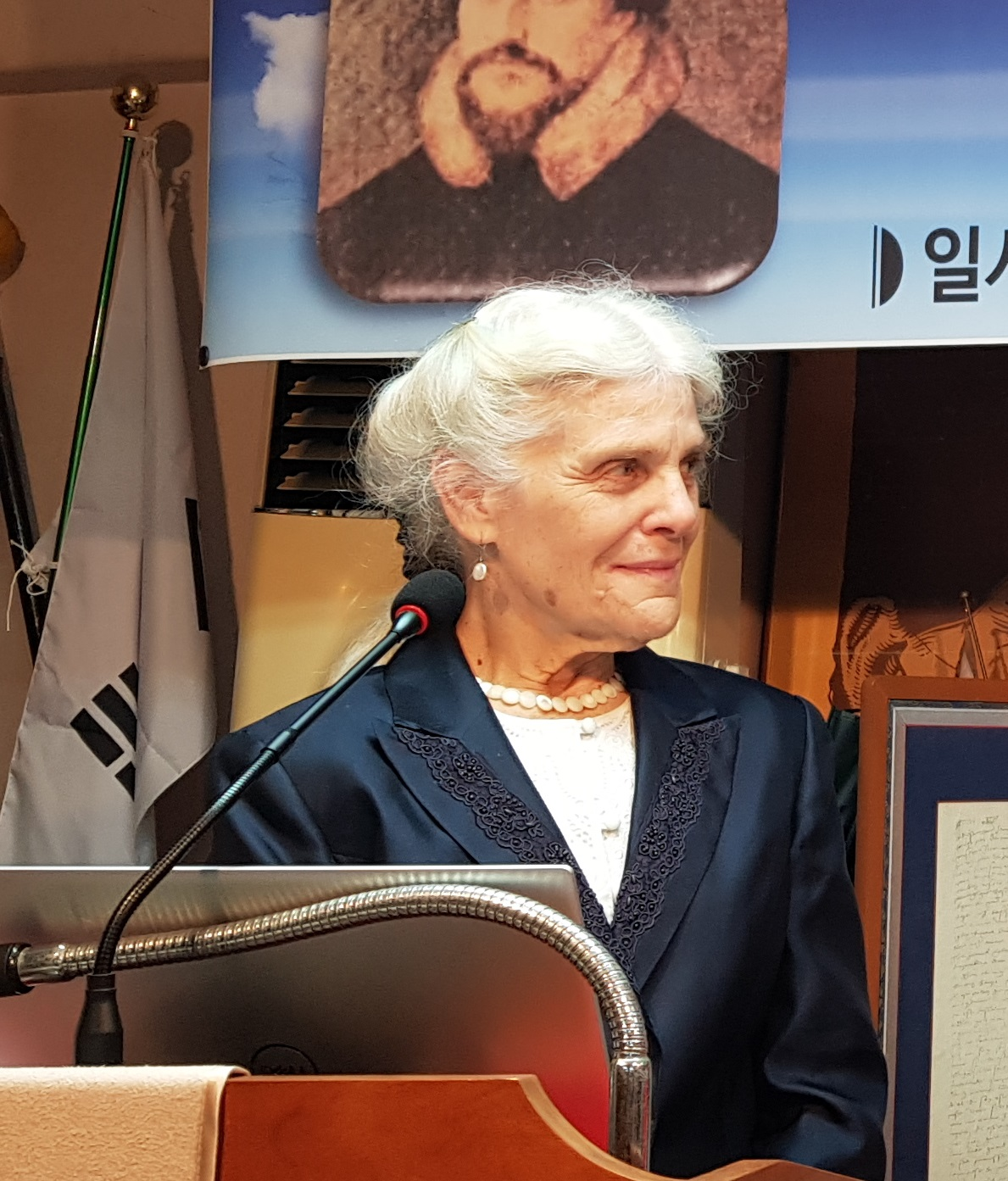
매키 교수, 2022년 10월 27일 한국칼빈연구원